# (5587) 1990 SB
(5587) 1990 SB es un asteroide que forma parte de los asteroides Amor descubierto el 16 de septiembre de 1990 por Henry E. Holt y el también astrónomo Jeffry Brown desde el Observatorio del Monte Palomar, Estados Unidos.

## Designación y nombre
Designado provisionalmente como 1990 SB.

## Características orbitales
1990 SB está situado a una distancia media del Sol de 2,396 ua, pudiendo alejarse hasta 3,702 ua y acercarse hasta 1,090 ua. Su excentricidad es 0,544 y la inclinación orbital 18,09 grados. Emplea 1355,07 días en completar una órbita alrededor del Sol.

## Características físicas
La magnitud absoluta de 1990 SB es 13,8. Tiene 3,57 km de diámetro y su albedo se estima en 0,32. Está asignado al tipo espectral Sq según la clasificación SMASSII.